# サン・ピエトロ・ヴァル・レーミナ
サン・ピエトロ・ヴァル・レーミナ（伊: San Pietro Val Lemina）は、イタリア共和国ピエモンテ州トリノ県にある、人口約1,400人の基礎自治体（コムーネ）。

## 地理

### 位置・広がり

#### 隣接コムーネ
隣接するコムーネは以下の通り。
- ピナスカ
- ピネローロ
- ポルテ
- ヴィッラール・ペローザ